# André Descours
Pour les articles homonymes, voir Descours.
 (janvier 2010).
Si vous disposez d'ouvrages ou d'articles de référence ou si vous connaissez des sites web de qualité traitant du thème abordé ici, merci de compléter l'article en donnant les références utiles à sa vérifiabilité et en les liant à la section « Notes et références ».
André Descours, né en 1820 à Saint-Étienne et décédé le 25 octobre 1904 à Lyon, à 84 ans, est un industriel de Saint-Étienne, devenu négociant à Lyon, fondateur de la maison Descours et Cabaud.

## Carrière
Manufacturier de rubans de velours à Saint-Etienne dans les années 1850, à la suite de son oncle Jean-Baptiste David de Sauzéa (1782 + 1855), président de la Chambre de Commerce de Saint-Etienne (1840), puis du Tribunal de Commerce (1841).
En 1861, André Descours est appelé auprès de lui par Charles César Dufournel (1791, Lyon + 1871, Francheville, Rhône), oncle de son épouse, négociant en produits métallurgiques à Lyon, depuis la Restauration (« Maison Dufournel »).
Il lui succède à la tête de cet établissement en 1868, associé à Lupicin Cabaud, ancien contremaître devenu le principal collaborateur de M. Dufournel.
André Descours impulse à l'ancienne Maison Dufournel un dynamisme qui lui permet un rapide développement mondial : installation en Argentine en 1884, en Indochine en 1898, etc.
Lorsqu'il se retire progressivement des affaires, à partir de 1898, André Descours confie la direction de la maison Descours et Cabaud à Raoul Baguenault de Puchesse[réf. nécessaire], aîné de ses petits-fils, et Charles Cabaud, fils de son ancien associé.
Il est chevalier de l'Ordre de Vasa au titre de son action pour l'industrie métallurgique et de l'ordre de Saint-Grégoire-le-Grand, au titre de ses actions charitables.